# 農學部前站
農學部前站（日语：／ Nogakubumae eki */?）是位於香川縣木田郡三木町、隷屬於高松琴平電氣鐵道（琴電）長尾線的車站。車站編號為N11，現為無人車站。車站取名自香川大學農學部的校舍設於車站附近而命名，過往亦因着這校舍的名稱改變而跟隨更改車站名稱。

## 背景
本站最初稱為「田中道站」（日语：／），是取自車站西出口，現時向南北延伸的町道（三木町道池戶田中線）「田中道」。該町道會途經田中村（即現木田郡三木町田中）。縱然後來主要町道已由香川縣道42號所取代，但現時車站旁的平交道仍然以田中道平交道命名。
現時車站名稱為「農學部前站」，在使用此站名前，車站名為「農大前站」。「農大前站」名稱是取自香川縣立農科大學（舊・木田郡立乙種農學校→木田郡立甲種農林學校→香川縣立農林學校→香川縣立木田農林學校）。在1950年香川縣立農科大學成立，於1958年成為香川大學，同時車站名稱也改為現名。

## 車站構造
本站現時採用簡易車站模式，不設站房。而在車站出口斜對面處的民房則仍保留一個已停止使用的窗口，但未能肯定是否過往作為委託車票事宜。現時，所有與站務相關的服務，皆設於月台上的候車亭內，包括1組對應上、下車的IC卡感應器、一部簡易式自動售票機及自動販賣機。同時，也與鄰站池戶站一樣，在候車亭旁則另建有1座簡易式洗手間。

### 月台
設有側式月台1座，長約50米，其中近出入口處設有長約10米的有蓋候車亭，列車停靠時，往高松築港方向為右側上落；往長尾方向為左側上落。
| 路線     | 方向 | 目的地         | 備註 |
| -------- | ---- | -------------- | ---- |
| ■ 長尾線 | 上行 | 高松築港方向   |      |
| ■ 長尾線 | 下行 | 平木、長尾方向 |      |

## 歷史
- 1912年4月30日：以「田中道站」開業。
- 1950年4月10日：車站改名為「農大前駅」。
- 1958年2月1日：車站改名為「農學部前站」。

## 利用狀況
| 1日上落人數推斷 | 1日上落人數推斷 |
| 年度            | 1日平均人數     |
| --------------- | --------------- |
| 2011            | 631             |
| 2012            | 655             |
| 2013            | 698             |
| 2014            | 708             |
| 2015            | 732             |
| 2016            | 744             |
| 2017            | 737             |
| 2018            | 734             |
| 2019            | 716             |
| 2020            | 505             |
| 2021            | 505             |
| 2022            | 718             |

## 相鄰車站
高松琴平電氣鐵道
■長尾線
池戶（N10）－農學部前（N11）－平木（N12）

## 外部連結
- 高松琴平電鐵農學部前站資訊 （页面存档备份，存于）（日語）